# 3. ŽNL Osječko-baranjska NS Donji Miholjac 2010./11.
Prvenstvo se igralo dvokružno. Ligu su osvojili Kućanci i time su se kvalificirali u 2. ŽNL Osječko-baranjsku NS Valpovo – Donji Miholjac.

## Tablica
| mj. | klub                         | ut. | pob. | ner. | por. | gol+ | gol- | bod |
| --- | ---------------------------- | --- | ---- | ---- | ---- | ---- | ---- | --- |
| 1.  | Kućanci                      | 16  | 12   | 2    | 2    | 59   | 18   | 38  |
| 2.  | Ivanovo                      | 16  | 10   | 3    | 3    | 37   | 24   | 33  |
| 3.  | Viktorija Lacići             | 16  | 8    | 5    | 3    | 39   | 28   | 29  |
| 4.  | Mladost Golinci              | 16  | 8    | 4    | 4    | 44   | 20   | 28  |
| 5.  | Kapelna                      | 16  | 8    | 2    | 6    | 26   | 24   | 26  |
| 6.  | Hajduk Krčenik               | 16  | 5    | 6    | 5    | 38   | 33   | 21  |
| 7.  | Bočkinci                     | 16  | 2    | 5    | 9    | 21   | 45   | 11  |
| 8.  | Podravac Podravska Moslavina | 16  | 2    | 1    | 13   | 14   | 47   | 7   |
| 9.  | Sokol Rakitovica             | 16  | 1    | 4    | 11   | 26   | 65   | 7   |